# Lose the Heat 2
Lose the Heat 2 es un videojuego de carreras desarrollado por Silent Bay Studios y publicado por Agame.com para navegador. Es la segunda entrega de la serie Lose the Heat. Fue lanzado el 3 de junio de 2011.

## Jugabilidad
En Lose the Heat 2 se escapa de la policía mientras se realizan misiones que encomendó una persona desconocida que secuestró a la novia del héroe. Las persecuciones policiales están llenas de trampas explosivas, choques, explosiones, rampas y fuego cruzado. Además, Lose the Heat 2 incorpora camiones de 18 ruedas y motocicletas como nuevos métodos para derrotar a los jugadores.